# 仙台市立加茂中学校
仙台市立加茂中学校（せんだいしりつかもちゅうがっこう）は、宮城県仙台市泉区加茂三丁目にある公立中学校。通称は「加茂中」（かもちゅう）。

## 概要
加茂団地、長命ヶ丘団地、虹の丘団地が開発されて、通学していた既存の七北田中学校の生徒数が急増し、手狭になったために加茂地区に新たに中学校を増設することとなり、開校した。

## 沿革
- 1981年（昭和56年）4月1日 - 泉市立七北田中学校より分離、泉市立加茂中学校として開校。
- 1984年（昭和59年）4月1日 - 泉市立長命ヶ丘中学校が加茂中学校より分離・開校。
- 1988年（昭和63年）3月1日 - 仙台市立加茂中学校に名称変更。

## 学区
仙台市立加茂小学校、仙台市立虹の丘小学校学区、仙台市立野村小学校学区の一部

## 部活動
- 運動部
  - 陸上部、野球部、サッカー部、バドミントン部(女子のみ)、ソフトテニス部、剣道部、バスケットボール部、卓球部、駅伝部、水泳部、特別支援卓球部

- 文化部      
  - 美術部、吹奏楽部、科学部

## 著名な卒業生
- 岩田寛（プロゴルファー）
- 堀田大暉（プロサッカー選手）